# Trillium flexipes
Trillium flexipes är en nysrotsväxtart som beskrevs av Constantine Samuel Rafinesque. Trillium flexipes ingår i släktet treblad, och familjen nysrotsväxter. Inga underarter finns listade.

## Bildgalleri

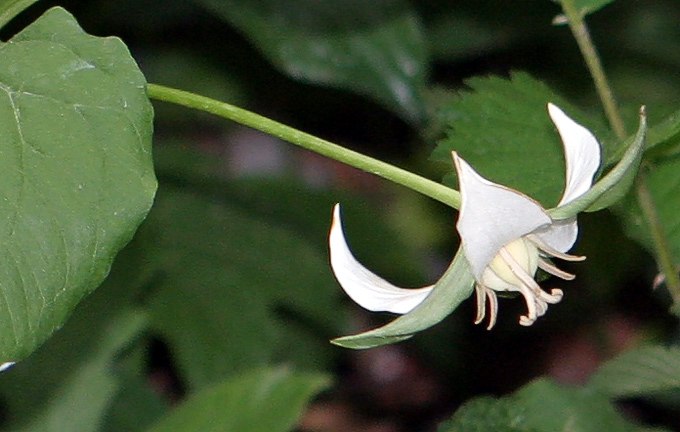